# Mieczysław Bernadzikiewicz
Mieczysław Michał Bernadzikiewicz (ur. 7 października 1893, zm. 26 lipca 1920 w Szczurowicach) – podporucznik kawalerii Wojska Polskiego, uczestnik wojny polsko-bolszewickiej, kawaler Orderu Virtuti Militari.

## Życiorys
Od co najmniej wiosny 1919 roku służył w stopniu podporucznika jako dowódca szwadronu technicznego 1 Pułku Szwoleżerów Józefa Piłsudskiego. Brał udział w wyprawie wileńskiej. W szeregach tego szwadronu, pod komendą ppor. Bernadzikiewicza walczył wtedy m.in. szwoleżer Tomasz Piskorski.
Poległ 26 lipca 1920 roku w Szczurowicach, w czasie walk przy moście na Styrze, ugodzony w głowę gilzą od szrapnela.
Awansowany pośmiertnie do stopnia porucznika.

## Ordery i odznaczenia
- Krzyż Srebrny Orderu Wojskowego Virtuti Militari nr 3882 – pośmiertnie 30 czerwca 1921[6][7][8].